# 裸 〜Nude〜
「裸 〜Nude〜」（ヌード）は、日本の音楽グループVo Vo Tauの1枚目のシングル。2004年1月21日発売。発売元はプラティア・エンタテインメント。

## 概要
デビューアルバム『Vo Vo Tau 01hz』からシングルカット。シングルとして最大のヒットを記録。
オリコンチャートでは初登場19位であったが、そこからロングヒット。有線総合チャートでは1位を記録している。

## 収録曲
作詞・作曲・編曲：Ryo-thing
1. 裸 〜Nude〜(3:52)
2. Beautiful Days(3:58)
テレビ東京系「スポパラ」10・11月度エンディングテーマ

## 収録アルバム

### 裸 〜Nude〜
- オリジナル『Vo Vo Tau 01hz』（2003年10月22日）
- ベスト『Vo Vo Tau BEST』（2006年6月14日）
- リミックス『Vo Vo Tau Best Remix』（2007年5月30日）

### Beautiful Days
- ベスト『Vo Vo Tau BEST』（2006年6月14日）
- リミックス『Vo Vo Tau Best Remix』（2007年5月30日）

## カバー
- ゆしん（2019年9月25日）